# Phorbia penicillaris
Phorbia penicillaris är en tvåvingeart som först beskrevs av Stein 1916.  Phorbia penicillaris ingår i släktet Phorbia och familjen blomsterflugor. Arten är reproducerande i Sverige. Inga underarter finns listade i Catalogue of Life.